# José B. Alcocer
José Baraquiel Alcocer fue abogado mexicano. fue el presidente del Tribunal Superior de Justicia y dos veces gobernador del Estado de Querétaro, la primera por 3 horas y la segunda por 24 horas.
El 25 de junio de 1929 el gobernador Abraham Araujo fue desaforado por la legislatura estatal y se designó gobernador interino a José B. Alcocer por ser presidente del Tribunal Superior de Justicia del estado. Ocupó el cargo solo 3 horas, entregándolo a Ángel Vázquez Mellado.
El 5 de junio de 1930 el gobernador Vázquez Mellado devolvió el gobierno a José B. Alcocer, pues también fue desaforado por el Congreso estatal. Al día siguiente José B. Alcocer entregó el mando a Ramón Anaya, designado gobernador interino.
Aunque José B. Alcocer fue gobernador durante solo 3 horas, esto lo hace el gobierno más corto, pero no la persona con menos tiempo en el poder pues fue gobernador por segunda vez durante 24 horas más. Fernando Ávalos tiene el récord como la persona que menos tiempo ha sido gobernador de Querétaro, solo 5 horas.